# Sporthalle Kaunas

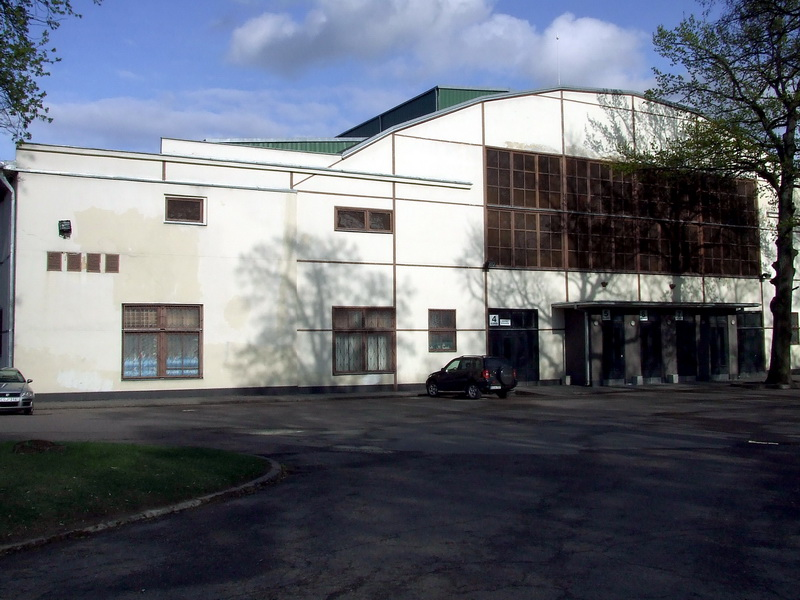
Die Sporthalle Kaunas von außen

Die Sporthalle Kaunas (litauisch Kauno sporto halė, KSH) ist eine Basketball-Sporthalle und ein Veranstaltungsort in der litauischen zweitgrößten Stadt Kaunas, im Stadtteil Žaliakalnis. Sie war die erste ihrer Art in Europa und bietet bis zu 11.000 Plätze bei 3.500 Sitzplätzen. Die Sporthalle ist 62,8 Meter lang, 61 Meter breit und 15,2 Meter (in der Mitte der Halle) hoch.  Hier finden  der internationale Sporttanzwettbewerb „Amber Couple“, Musikkonzerte, Schülerwettbewerbe, Ausstellungen, Zirkusvorstellungen, Treffen mit berühmten Persönlichkeiten sowie Tagungen und Kongresse verschiedener Organisationen statt.

## Geschichte
Der Bau der Sporthalle Kaunas begann am 5. Dezember 1938 und dauerte bis zum 10. Mai 1939. Die Baukosten lagen bei 400.000 LTL (220.000 Litas wurden durch Obligationen gedeckt).
Die Basketballhalle wurde mit der Basketball-Europameisterschaft 1939 am 21. Mai des Jahres eröffnet. Die Halle wurde errichtet, nachdem die litauische Basketballnationalmannschaft bei der Europameisterschaft 1937 im lettischen Riga ihren ersten EM-Titel errang. Bei der EM 1939 konnten die Litauer den Titel vor eigenem Publikum verteidigen.
Seit 1983 bildet die Sporthalle Kaunas mit dem S.Dariaus-und-S.Girėno-Stadion (litauisch S. Dariaus ir S. Girėno stadionas) einen Sportkomplex. Dieser Komplex wurde 1993 in das Darius-und-Girėnas-Sportzentrum (litauisch S. Dariaus ir S. Girėno sporto centras) umbenannt.
Seit dem 24. Mai 2007 gehört sie zum Kulturgut Litauens.
Sie war bis zum Umzug 2011 in die Mehrzweckhalle Žalgirio Arena, mit bis zu 15.000 Plätzen, die Spielstätte der Basketballmannschaft von Žalgiris Kaunas.